# Pisistrate
Pour les articles homonymes, voir Pisistrate (homonymie).
Pisistrate (en grec ancien : Πεισίστρατος / Peisístratos, surnom signifiant qui convainc l'armée), né vers 600 av. J.-C., mort en 527, est un tyran d'Athènes, au pouvoir de 561 à 527 av. J.-C.

## Biographie
Originaire d'une ville sanctuaire, fils de l'eupatride Hippocrate, Pisistrate s'empara du pouvoir par la ruse, en occupant l'Acropole en 561 et fut le premier tyran d'Athènes, ainsi que le fondateur de la dynastie des Pisistratides, dynastie qui ne lui survécut que dix-sept ans. La famille de Pisistrate, les Néléides, prétendait descendre de Nélée ; elle devait son installation en Attique à la poussée des Doriens et au retour des Héraclides, qui envahirent le Péloponnèse. Un descendant de Nélée, Mélanthos, devint roi d'Athènes pour avoir mené son armée à la victoire contre les Béotiens de Xanthos, et fut le père de Codros.
Pisistrate assainit cependant les finances d'Athènes, et mit ainsi en place ce qui permettra le siècle de Périclès.

### Contre l'oligarchie
À Corinthe, Milet, Sicyone, Samos, Mytilène, dans les colonies d'Asie Mineure, des tyrans et des dynasties de tyrans prestigieux liquident la domination oligarchique, enrichissent et renforcent leurs cités, mais aussi développent le commerce et son corollaire, les conquêtes. Après les grandes réformes des VIIe et VIe siècles av. J.-C., dues à Dracon et à Solon, la domination de l'aristocratie terrienne et son système politique, l'oligarchie, sont menacés à la fois par les nouveaux riches, aristocrates ou non, dont la fortune est mobilière, et par les petits propriétaires paysans, dont le mécontentement va croissant.
La crise agraire est particulièrement sensible à Athènes. Trois factions de partisans se constituent, avec un chef à leur tête :
- les Paraliens (gens de la côte, riches modérés) / faction soutenue par les Alcméonides ; Mégaclès est leur représentant ;
- les Pédiens (grands propriétaires de la plaine, oligarchie) / leur représentant est Lycurgue (de) ;
- les Diacriens, qui représentent la paysannerie pauvre et particulièrement celle des montagnes du nord-est de l'Attique[1]. Pisistrate à leur tête obtient la tyrannie.

### Carrière
Aristocrate d'origine, issu d'une famille qui prétendait descendre de Nestor, Pisistrate devient le chef des Diacriens grâce à son prestige militaire acquis lors d'une bataille d'Athènes contre Mégare. Allié aux Alcméonides par son mariage, Pisistrate excite les passions populaires avec talent : il organise un attentat simulé contre lui pour se faire attribuer des gardes du corps. Blessé accidentellement par son barbier, il montre son visage ensanglanté dans les rues affirmant qu'on vient de tenter de l'assassiner. On lui accorde les gardes du corps avec comme seule restriction qu’ils soient munis seulement de gourdins, d'où leur nom de « porte-matraque ». Avec cette milice, il prend le pouvoir et en 561 av. J.-C., s'installe sur l'Acropole, ancienne demeure des rois légendaires. Chassé par l'opposition conjuguée de Lycurgue, chef des Pédiens, et de Mégaclès, chef des Alcméonides, Pisistrate est rappelé d'exil quatre ans plus tard. Vers 554, Mégaclès s’allie à Pisistrate, lui donne sa fille en mariage, et manipule le dèmos athénien pour légitimer Pisistrate. Hérodote rapporte qu'il se serait affiché sur un char en compagnie d'une jeune femme portant le costume d'Athéna, et que les Athéniens y crurent,. En 552, une fois au pouvoir, Pisistrate est à nouveau écarté car il rompt son alliance avec Mégaclès qui était atteint dans son honneur de père (Pisistrate entretenant des rapports contre nature avec sa fille parce qu'il avait déjà des enfants et qu'il n'en voulait pas d'autres), puis gagne la région du mont Pangée, riche en minerais précieux. Comme d’autres aventuriers athéniens, il exploite les richesses naturelles du pays, s’y procurant assez d’or et d’argent pour pouvoir ensuite y rassembler une armée de mercenaires, qu’il fera débarquer en Attique : en 542, accueilli à Érétrie en Eubée, s’appuyant sur divers alliés, dont les Thébains et le puissant Lygdamis de Naxos, tyran qu’il a installé et à qui il a confié l'île entière, il part de là combattre le pouvoir en place à Athènes, est vainqueur de ses adversaires dans une bataille qui se déroule près du temple d’Athéna Pallènis, et rentre à Athènes, définitivement cette fois en 538-528 av. J.-C..

### Un homme d'État avisé
La tradition unanime a gardé le souvenir de la bienveillance du tyran, de sa modération dans l'exercice du pouvoir et de ses bienfaits. Les auteurs anciens affirment d'abord que Pisistrate gouverna en respectant les lois existantes. Cela suppose qu'il maintint la législation solonienne et que les magistrats furent élus comme par le passé. Tout au plus, le pouvoir de fait qu'il exerçait lui permettait de réserver les fonctions politiques à ses partisans et aux membres de sa famille. Il condamna à l'exil ses adversaires ou leur confia des missions en de lointains pays : ainsi, il soutint Miltiade l'Ancien dans son expédition visant à conquérir et coloniser la Chersonèse. Il n'eut donc pas à craindre une opposition venant de l'intérieur.

#### Politique économique et sociale
Homme d'État prudent, Pisistrate est l'instigateur d'une vaste réforme politique et sociale qui prolonge l'œuvre de Solon : il s'attaque aux privilèges des riches, résout la question agraire en instaurant dans l'Attique une sorte de crédit agricole dont il devient le patron, favorise l'industrie et le commerce maritime : les finances sont assainies grâce aux mines d'or du Pangée et à la mise en valeur du minerai d'argent des Mines du Laurion ; de surcroît, un impôt de 5 % sur le revenu permet de financer les conquêtes en mer Égée. Il tend à se concilier les paysans par des mesures destinées à porter remède à leur misère par la distribution monétaire, et la vente de grains à bas prix, sans toutefois procéder à ce partage des terres qu'avait, avant lui, rejeté Solon. La population rurale de l’Attique lui en témoigne beaucoup de sympathie ; on citait d'innombrables anecdotes sur ses visites personnelles dans les campagnes, ses conversations avec les simples paysans dont il avait conquis le cœur en particulier par la modicité des taxes. En même temps, ses revenus augmentent quand la campagne est cultivée. Pour payer le blé, il encourage le développement de la céramique athénienne. À la fin de son règne (530 ou un peu avant), il fait frapper les premières monnaies de l'Attique connues sous le nom de monnaies à blasons. Soucieux d'affirmer l'unité de l'Attique, il favorise également le développement des cultes autour desquels pouvaient se rassembler les Athéniens, celui d'Athéna et celui de Dionysos.

#### En matière de justice
Il crée des tribunaux ambulants et commence par abroger toutes les lois de Dracon, excepté celles qui regardaient le meurtre : excessivement sévères dans les punitions, elles ne prononçaient qu'une même peine pour toutes les fautes : c'était la peine de mort. Ceux qui étaient convaincus d'oisiveté, ceux qui n'avaient volé que des légumes ou des fruits, étaient punis avec la même rigueur que les sacrilèges et les homicides. Héraclite du Pont rapporte que Théophraste a écrit que la loi contre les gens oisifs que l'on dit être de Solon est de Pisistrate.

#### Politique extérieure
En matière de politique extérieure, il est le premier à orienter la politique d'Athènes vers la mer Égée et la région des Détroits. En cela, il permet l'établissement de colonies militaires sur l'Hellespont, entreprend la conquête des Cyclades, de Naxos, où Pisistrate établit la tyrannie de son ami Lygdamis, et de Délos, centre religieux et commercial. Ainsi, il s’assure l'approvisionnement en blé qui, aux Ve et IVe siècles av. J.-C., alimentera Athènes.

#### Politique culturelle
L'époque des Pisistratides est celle des grands travaux d'adduction d'eau et des premières grandes constructions sur l'Acropole, avec l'Hécatompédon, l'Olympiéion, le Lycée, le temple d'Apollon Pythien. Pisistrate ouvre la première bibliothèque publique, fait rassembler, établir, et publier les rhapsodies homériques et les œuvres de plusieurs anciens poètes. Les récitations d'Homère sont incorporées dans les Panathénées, grandes fêtes nationales que Pisistrate réorganise avec magnificence. Il institue aussi (vers -534) les Dionysies, festivités où se produiront les concours de tragédies. Il contribue de toutes les manières à préparer la grandeur politique et artistique d'Athènes. La concentration de la culture et du mécénat à la cour de Pisistrate intensifie remarquablement la vie intellectuelle et esthétique d'Athènes. Le poète Simonide devient le membre le plus influent du cercle d'artistes, au sens plein du terme, qu'il favorise, aux côtés de musiciens et de poètes comme Anacréon, Ibycos, Lasos, Onomacritos et Pratinas.

### Fin de règne et postérité
À sa mort, en 527 av. J.-C., Pisistrate lègue à ses deux fils, Hippias et Hipparque, une Athènes prospère et puissante, qui connaît un essor culturel sans précédent. Longtemps après sa mort, sa tyrannie était encore appelée « le règne de Cronos », c'est-à-dire l’Âge d’Or. Mais l'aristocratie marchande - les Alcméonides en particulier - qu'il a pourtant enrichie, tente de se débarrasser d'une tyrannie devenue particulièrement policière après l'assassinat d'Hipparque par les tyrannoctones. Pour en finir avec la dictature d'Hippias, ils font appel à l'intervention militaire de Sparte, qui met fin au règne des Pisistratides et ouvre la voie à la réforme démocratique dont Pisistrate avait jeté les bases économiques et militaires.

#### Diogène Laërce
Diogène Laërce cite dans sa Vie des philosophes le texte d'une lettre de Pisistrate à Solon et celui de la réponse de Solon ; les deux sont considérés comme apocryphes. Leur contenu n'en correspond pas moins à l'image qu'ont laissée les deux hommes : Pisistrate assurant à Solon en exil qu'il ne touchera pas à ses lois, qu'il juge bonnes, et Solon l'assurant qu'il n'avait pas plus d'animosité contre lui qu'il n'en aurait contre tout autre ennemi de l'ordre athénien auquel il était attaché.

### Sources
- Plutarque, Vies parallèles [détail des éditions] [lire en ligne] (Solon, 31)
- Diogène Laërce, Vies, doctrines et sentences des philosophes illustres [détail des éditions]